# Nicolas Peyrac
Ne doit pas être confondu avec Payrac.
Pour les articles homonymes, voir Peyrac.
Nicolas Peyrac, de son vrai nom, Jean-Jacques Tazartez, né le 6 octobre 1949 à Paris (14e arrondissement), est un chanteur, auteur-compositeur-interprète et romancier français.
Il connait le succès à partir du milieu des années 1970, notamment grâce à ses chansons So Far Away from L.A., Et mon père et Je pars.

## Biographie

### Jeunesse et formation
Il est le fils de Guy-Daniel Tazartez (1926-2006), né au Caire, qui obtient un doctorat en médecine à Paris en 1950. Sa mère (1924-1977) est aussi médecin. 
Né à Paris, Jean-Jacques Tazartez passe une partie de son enfance dans la petite commune bretonne de Saint-Brice-en-Coglès (Ille-et-Vilaine), située à une vingtaine de kilomètres de Fougères et à une cinquantaine de Rennes, où ses parents s'installent pour exercer leur profession.
À la suite du divorce de ses parents, il part un an à New York avec sa mère, puis revient vivre avec son père en Bretagne.
Après le baccalauréat, il fait un trimestre à la fac de médecine de Dakar, tout en se passionnant vraiment pour la photographie, l'écriture et la musique (guitare).

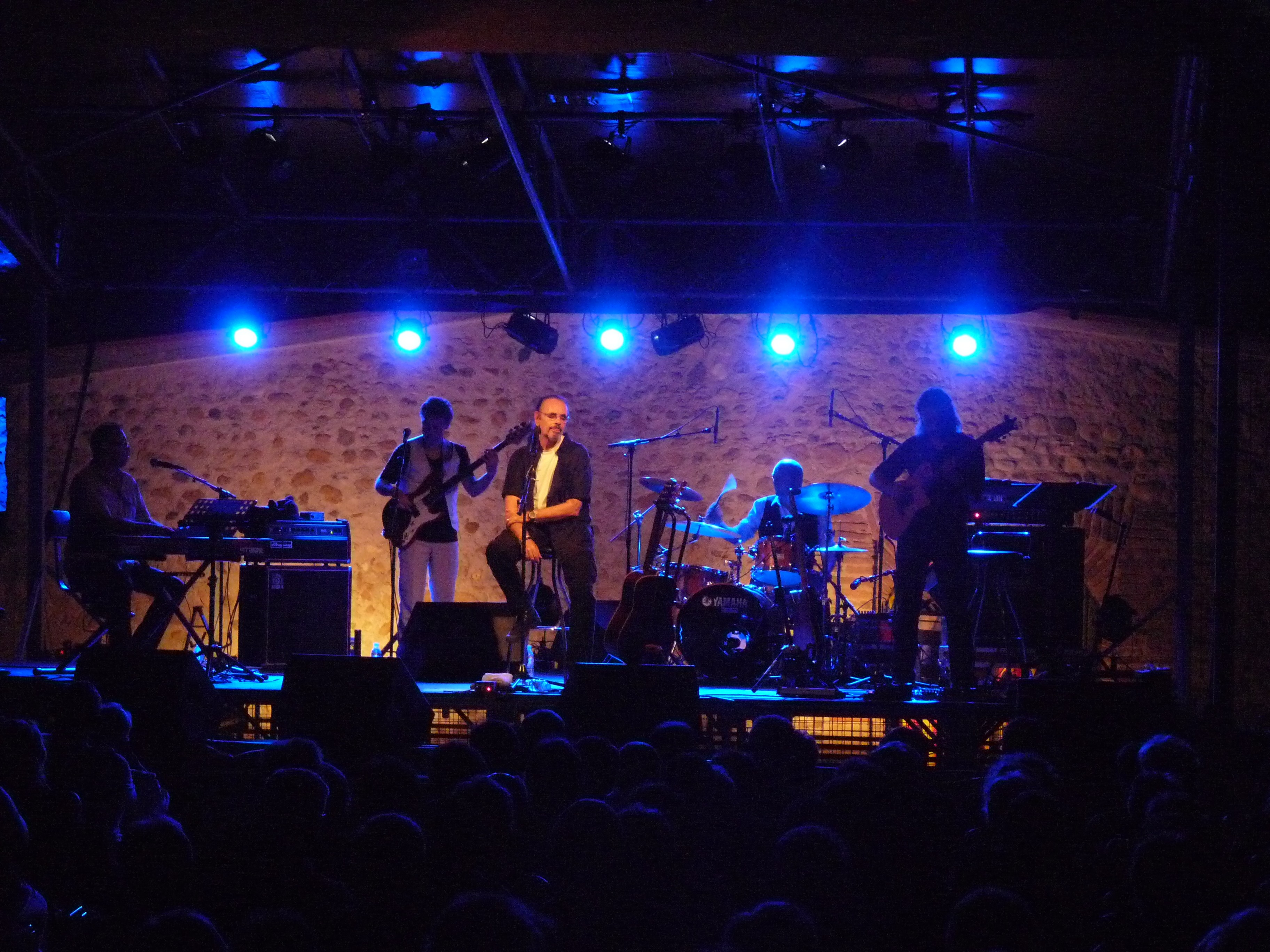
Nicolas Peyrac en concert, le 1 août 2012 au Théâtre de verdure à Torreilles

### Pseudonyme
Nicolas Peyrac a créé son pseudonyme en associant un prénom qu'il a toujours eu envie de porter (Nicolas) et un nom qui fait référence au roman de Jules Romains, Les Hommes de bonne volonté (Peyrac).

### Débuts dans le monde du spectacle (années 1970 et 1980)
Durant ses études, il compose des chansons qu'il propose à des éditeurs et dont certaines sont chantées par Marie Laforêt, Gérard Lenorman ou Patrick Juvet.
De 1974 à 1980, il devient interprète de ses chansons, enchaînant les succès : So Far Away from L.A. (12 avril 1975), Et mon père (1er novembre 1975) et Je pars (1977). Cette chanson, qui évoque un départ de nuit en avion vers des destinations lointaines (Bahia au Brésil, Buenos Aires en Argentine ou Cuba), est interprétée par Nicolas Peyrac le 5 juin 1977 dans l'émission Musique and Music.
Il participe à la comédie musicale Le Rêve de mai, un album conceptuel sorti à l'occasion du dixième anniversaire des événements de Mai 1968, avec notamment Nicole Rieu, Jean-Michel Caradec et Didier Marouani.
il se produit à l'Olympia en 1979 et à Bobino en 1981. La même année, il interprète son propre rôle dans le film de Serge Pénard Ils sont fous ces Normands. Il apparaît également en 1985 dans le téléfilm de Franck Apprederis Le Passage.
Au début des années 1980, il écrit la chanson Je n'oublierai jamais, interprétée par Johnny Hallyday en 1982, lors de son spectacle Fantasmhallyday au Palais des sports de Paris (album Palais des sports 82).
En 1990, il écrit et compose la chanson Au cas où pour Caroline Verdi. En 1991, il signe avec son ami Christian Reyes un documentaire, Capital mental ou les chemins de la performance, pour France 2.

### Départ en Amérique (1993-2008)
Après une période de dépression, à la suite de la mort de sa mère et de difficultés personnelles, il quitte la France en 1993 et s'installe en Californie, puis à Montréal, où il réside jusqu'en 2008. 
Il ne peut faire une promotion durable de son album de 1993, Tempête sur Ouessant, sorti sous le label WMD Mad in France, en raison de la faillite de cette maison de disques.
En 1994, Nicolas Peyrac publie un premier roman, Qu'importe le boulevard où tu m'attends et poursuit sa carrière au Québec; se partageant entre composition de nouveaux albums et concerts. De retour sur les scènes parisiennes en 1996, il se produit au Casino de Paris, puis à Bobino en 1997. Il sort plusieurs albums et effectue des tournées de concerts.
En 2005, en même temps qu'un nouveau titre, Ne me parlez pas de couleurs, sort un double album, compilation retraçant trente ans de carrière : Toujours une route.
En 2006, il publie un nouvel album, Vice-versa et effectue une tournée en France à partir du 29 mai (à Paris à l'Européen). 2006 est aussi l'année de parution de son second roman, J'ai su dès le premier jour que je la tuerais.

### Retour en France (depuis 2008)

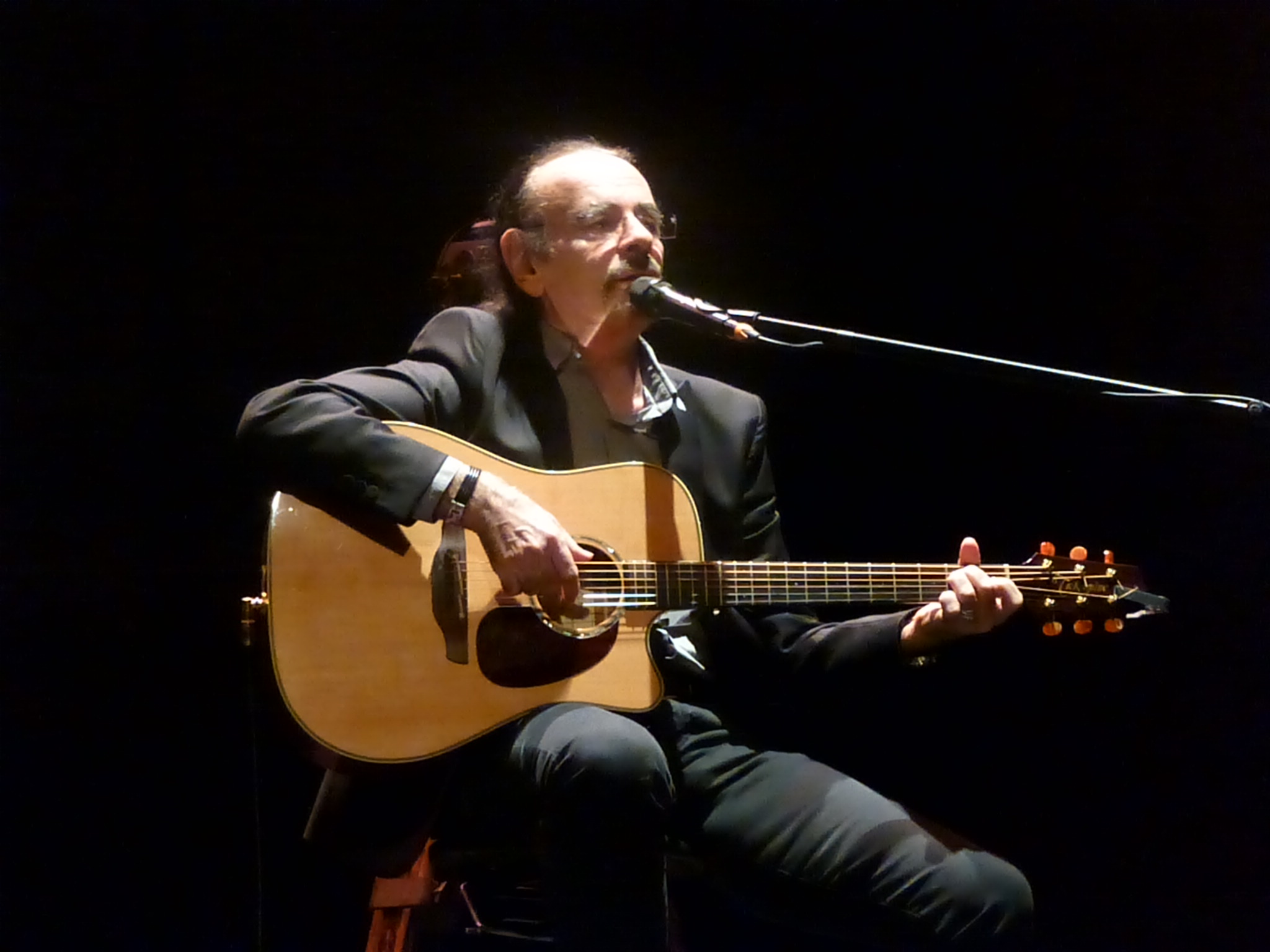
Nicolas Peyrac le 11 novembre 2017, en concert à Marcinelle.

2009 voit la sortie de Case Départ, l'album du retour aux sources de sa musique et à la Bretagne de son enfance. Une tournée est organisée autour de cet album, avec un passage remarqué à L'Alhambra le 5 juin. Son troisième roman, Elsa, parait la même année.
En 2011, il écrit et compose la chanson S'aimer tellement fort du film Les Amours secrètes, interprétée par Maurane.
En 2013, Nicolas Peyrac revient sur le devant de la scène, avec la publication d'un album de duos Et nous voilà !, où il reprend quelques chansons en compagnie de Carmen Maria Vega, Sofia Essaïdi, Anais, Julie Zenatti, Serge Lama, Sanseverino, François Morel ou Bénabar. Il publie aussi un livre de souvenirs, So Far Away, un certain 21 mars !, dans lequel il annonce souffrir depuis 2012 d'une leucémie ne nécessitant pas de traitement spécifique,. Il participe au single caritatif Je reprends ma route, en faveur de l'association Les voix de l'enfant.

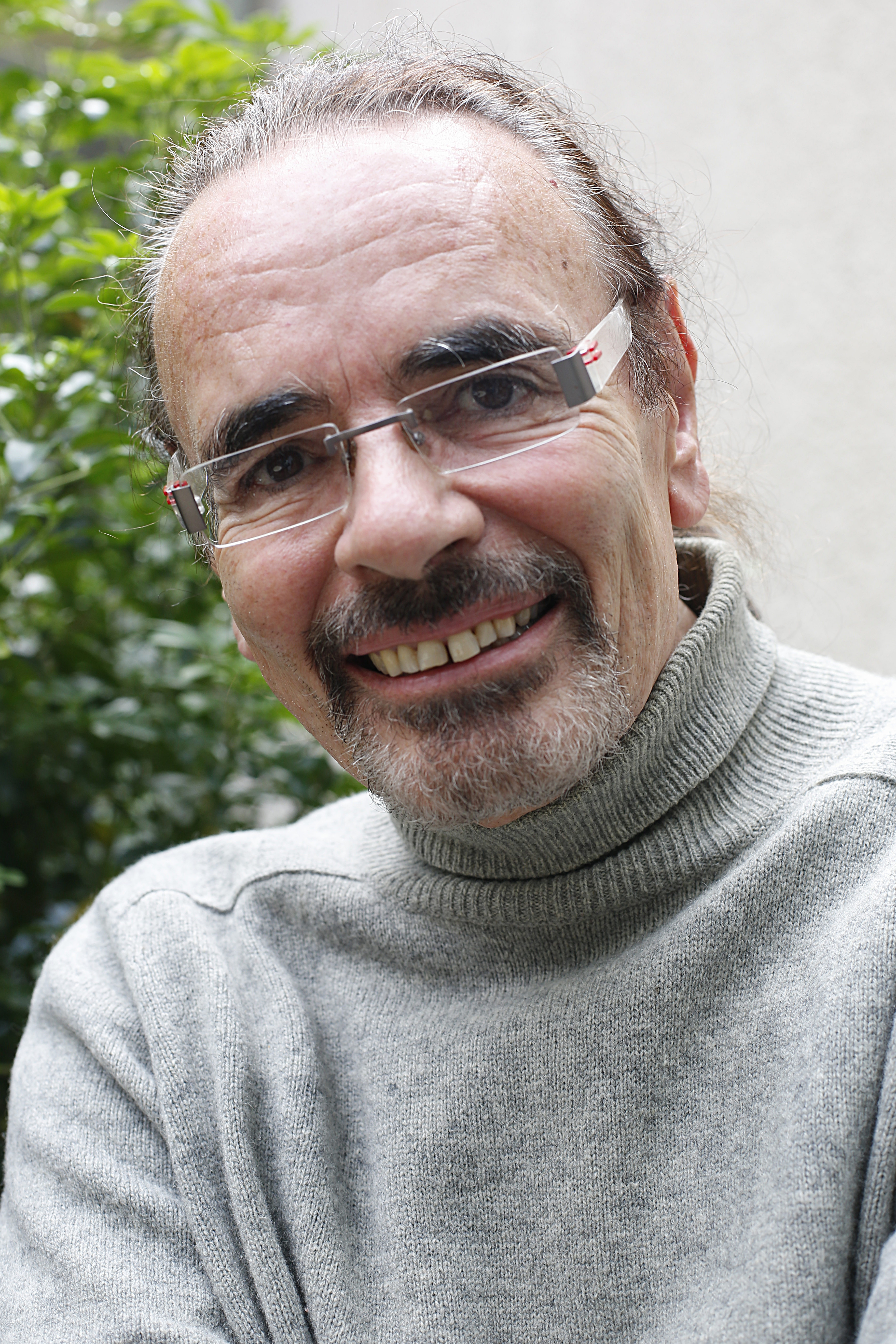
Nicolas Peyrac en octobre 2013.

À partir de 2015, l'artiste entreprend une série de concerts acoustiques, seul avec sa guitare. Un CD, Les Acoustiques improvisées, sort en nombre limité et sans promotion. La même année, il participe au conte musical Cap'taine Kid d'Alan Simon, dans lequel il interprète le titre Tourne le monde, fidèle à sa pensée d'un monde qui se construit.
En 2019, il participe au conte musical écrit par Christophe Renault, Les Siphonnés du bonheur. Il en compose six musiques et y interprète deux titres (Suzon et L'illusionniste), ainsi que deux autres en trio avec Lori Perina et Olivier Gann (Les Professionnels et Bienvenue sur la Terre).
En 2022, il publie son quatrième roman, Sans oublier qu'on s'est aimés. Cette publication est accompagnée d'une campagne importante de promotion tant en TV qu'en radio, ce qu'il n'avait pas pu faire lors de la sortie de son album Suffit que tu oses, en 2018, ayant été hospitalisé.
En 2024, il sort son vingt-et-unième album studio, D'ici et d'ailleurs, dont il déclare que ce sera le dernier.

## Discographie

### Albums en studio
- 1975 : D'où venez-vous ?
- 1976 : Jumbo
- 1976 : Quand pleure la petite fille
- 1977 : Et la fête est finie...
- 1978 : Je t'aimais, je n'ai pas changé
- 1980 : Fait beau chez toi
- 1982 : Elle sortait d'un drôle de café
- 1983 : Flash-back
- 1984 : Neuvième
- 1986 : Laissez-moi rêver
- 1989 : J't'aimais trop, j't'aimerai tellement
- 1993 : Tempête sur Ouessant
- 1995 : J'avance
- 1999 : Autrement
- 2003 : Seulement l'amour
- 2006 : Vice-versa
- 2009 : Case départ
- 2011 : Du Golden Gate à Monterey (CD Monterey, avec 14 chansons originales ; CD Di(x)version, avec 10 reprises ; DVD, avec une interview)
- 2013 : Et nous voilà, album de duos
- 2018 : Suffit que tu oses
- 2024 : D'ici et d'ailleurs

### Albums en public
- 1996 : Puzzle (en public, au Casino de Paris)
- 2015 : Les Acoustiques improvisées (en public, à Castelnau-de-Guers, seul avec sa guitare et son piano)

### Compilations
- 1980 : Disque d'or
- 1991 : Préférences
- 1995 : So Far Away…
- 2005 : Toujours une route (2 CD)
- 2010 : Platinum Collection (3 CD)